# Clearview AI
Clearview AI est une entreprise américaine spécialisée dans la reconnaissance faciale. Elle fournit un logiciel basé sur une technologie qu'elle développe permettant de rechercher un visage parmi une base de données de plus de vingt milliards d'images, obtenues via web scraping sur Internet et notamment sur les réseaux sociaux. Censé n'être commercialisé qu'aux forces de l'ordre pour résoudre des affaires criminelles, diverses enquêtes ont révélé depuis 2020 que l'usage de ce logiciel était bien plus vaste, suscitant plusieurs controverses notamment autour de la menace que l'entreprise fait peser sur la vie privée, et ayant donné lieu à des condamnations judiciaires multiples.

## Technologie
Afin de constituer sa base de données, le logiciel de Clearview AI aspire automatiquement, via web scraping, le contenu de milliards de pages Internet telles que des profils publics hébergés sur les réseaux sociaux ou autres sites web sans le consentement ni de ces plateformes, ni des personnes dont les photos ont été récupérées,.
Son service Smartchecker permet ainsi, pour ses utilisateurs, de comparer — via l'architecture client-serveur du logiciel, à partir d'un smartphone ou d'un ordinateur — la photographie d'une personne avec une base de données estimée à plus de trois milliards de photographies début 2020,, à plus de dix milliards d'images en octobre 2021 et à plus de vingt milliards en mai 2022. La recherche à l'aide de l'outil affiche les photographies correspondantes dans la base de données de Clearview et les associe à l'adresse web où l'image a initialement été récupérée. Le logiciel donne enfin le moyen d'associer les données personnelles de quelqu'un — comme son nom, son âge, son activité professionnelle ou ses relations — à partir d'une photo de son visage, grâce à l'intelligence artificielle de l'outil,.

## Histoire
La société est fondée en 2017 par Hoan Ton-That (en) et Richard Schwartz (en), et a été initialement financée par le multimilliardaire Peter Thiel, fondateur de Palantir Technologies et membre du conseil d'administration de Facebook. Plusieurs enquêtes identifient l'entreprise comme ayant été proche de l'extrême droite, voire de personnalités néonazies, à partir de 2016,,.
Clearview AI réalise une augmentation de capital de 8,6 millions de dollars auprès de ses investisseurs en septembre 2020, puis une nouvelle augmentation en juillet 2021 — cette fois-ci pour un montant de 30 millions de dollars. Au terme de l'opération, l'entreprise était valorisée à 130 millions de dollars,.
En 2022, Clearview AI vise une nouvelle augmentation de capital de plusieurs dizaines de millions de dollars auprès de ses investisseurs — notamment dans le but d'étendre sa base de données à un total de 100 milliards de photographies, de façon à « ce que presque chaque personne à travers le monde soit identifiable »,,.
En décembre 2024, son PDG Hoan Ton-That démissionne au profit de Hal Hambert, un républicain ancien collecteur de fonds pour Donald Trump lors de ses campagnes de 2012 et 2016 tout en restant à son conseil d'administration. L'entreprise dit vouloir travailler avec la nouvelle administration Trump.

## Clients

### Cible commerciale
La société déclare ne vendre son logiciel qu'aux forces de l'ordre, afin d'aider à la résolution d'affaires telles que des abus sexuels sur mineurs, par exemple.
Cependant, début 2020, une violation de données de l'entreprise a révélé que de nombreuses organisations commerciales figurent sur la liste ses clients — telles que Walmart, Macy's ou la National Basketball Association — si bien que le logiciel est utilisé non seulement par des bureaux de police, mais également par des sociétés privées, des universités et des particuliers,,,. Les données de l'entreprise révélées montrent également que, contrairement au positionnement qu'elle affirme de ne commercialiser ses services qu'en Amérique du Nord, Clearview AI a démarché plus de 27 pays ailleurs dans le monde pour mettre à disposition son logiciel, parmi lesquels l'Australie, le Brésil, l'Inde, la Norvège, le Royaume-Uni, la Serbie, la Suisse, et une partie importante des états membres de l'Union européenne,,.
L'entreprise prévoyait de même, en novembre 2019, de proposer son service aux forces de police en Arabie saoudite, aux Émirats arabes unis, au Qatar et à Singapour — des états régulièrement considérés comme dirigés par des régimes autoritaires ou restreignant les libertés individuelles,.

### Utilisation par les forces de l'ordre

#### Utilisation par la police et l'armée en Amérique du Nord
L'US Air Force achète une licence du logiciel en décembre 2019, pour une somme de 50 000 dollars. En février 2020, plus de 600 bureaux de police nord-américains étaient clients de l'entreprise,. En août 2020, le United States Immigration and Customs Enforcement signe également un contrat avec Clearview afin d'utiliser son logiciel, pour un montant de 224 000 dollars,. L'entreprise revendiquait 3 100 utilisateurs actifs en mars 2021. Selon une enquête de BuzzFeed News parue en avril de la même année, la technologie de la société a également été utilisée, au moins temporairement, par l'US Army, l'US Navy, l'US Marine Corps et l'US Coast Guard.
Au Canada, la Gendarmerie royale détenait deux licences du logiciel en 2020 et seize licences en 2022.
Lors des manifestations consécutives à la mort de George Floyd, en 2020, des bureaux de police américains utilisent la technologie de Clearview pour identifier et arrêter des personnes accusées de violence ou de destruction de biens, et continuent de le faire alors qu'IBM, Amazon ou encore Microsoft renoncent dans le même temps à commercialiser leurs propres outils de reconnaissance faciale auprès de la police tant qu'aucune régulation nationale n'est mise en place, et en raison du taux d'erreur assez important des algorithmes dans la reconnaissance des personnes noires,,.
Les services de Clearview AI ont notamment été utilisés par la police américaine, parmi d'autres logiciels, pour identifier des assaillants de l'assaut du Capitole en janvier 2021,,.

#### Utilisation par l'Ukraine lors de l'invasion russe
Lors de l'invasion de l'Ukraine par la Russie en 2022, l'armée informatique d'Ukraine utilise les services de Clearview pour identifier les corps de soldats russes morts au combat et informer leur famille de leur décès. Bien que l'Ukraine défende cette utilisation en avançant qu'elle pourrait engendrer un mouvement de contestation de l'invasion en Russie, la chercheuse en surveillance Stephanie Hare qualifie cette utilisation de guerre psychologique et pense qu'elle pourrait au contraire raffermir des positions anti-ukrainiennes. Un représentant du ministère de la Transformation digitale ukrainien a également confirmé que l'outil de reconnaissance faciale est utilisé pour identifier des soldats russes pillant les maisons et les vitrines. L'ONG de défense des droits de l'homme Privacy International a appelé Clearview à cesser sa collaboration avec l'Ukraine et déclare que « les conséquences potentielles — comme confondre des civils avec des soldats — seraient trop atroces pour être tolérées ».

## Controverses et procédures judiciaires
L'entreprise fait l'objet de plusieurs controverses et procédures judiciaires vis-à-vis des milliards d'images qu'elle a collectées sur Internet,.
En janvier 2020, Twitter dépose une ordonnance de cessation et d'abstention à l'encontre de la société, demandant la suppression de toutes les données collectées sur son site. Cette requête est suivie par des demandes similaires de YouTube et Facebook en février de la même année,.
Toujours en janvier 2020, l'État du New Jersey interdit l'utilisation du logiciel sur son territoire le temps de s'assurer de la légalité de celui-ci.
Le 9 juillet 2020, les autorités de protection des données britannique et australienne ouvrent une enquête sur les pratiques de Clearview AI. En mai 2022, l'Information Commissioner's Office condamne Clearview AI à une amende de 7,5 millions de livres sterling pour avoir illégalement collecté les données de millions de citoyens britanniques. Il exige également que l'entreprise cesse de récupérer les photographies de citoyens du Royaume-Uni et qu'elle « supprime les données des résidents britanniques de ses systèmes ».
Le 3 février 2021, les commissaires à la protection de la vie privée du Canada signent un rapport dans lequel ils déclarent que Clearview AI viole les lois canadiennes sur la vie privée en recueillant sans consentement préalable, et à leur insu, les photos de citoyens canadiens.
Le 27 mai 2021, l'ONG Privacy International dépose plusieurs réclamations en Europe et demande une enquête à la CNIL sur les pratiques de Clearview AI. Commercialisant ses produits aux États-Unis, la société estime en revanche relever uniquement du droit en vigueur dans ce pays et ne pas être soumis au RGPD, malgré le fait qu'elle ait collecté les photographies de nombreux citoyens européens.
En décembre 2021, la CNIL met en demeure l'entreprise, lui demandant de supprimer les données collectées en France et lui enjoignant de cesser ses pratiques sur le territoire français. La procédure fait suite à des plaintes reçues à partir de mai 2020 et à une alerte adressée en mai 2021 par l'association Privacy International, qui a donné lieu à une enquête menée en collaboration avec plusieurs commissions homologues européennes et qui aboutit à l'absence de base légale pour la collecte massive d'images. Clearview n'ayant pas donné suite à la mise en demeure, la CNIL la condamne à cesser de collecter les photographies prises sur le territoire français, et à une amende de 20 millions d'euros le 20 octobre 2022, à laquelle elle a deux mois pour se conformer sous peine d'une astreinte de 100 mille euros d'amende supplémentaires par jour de retard,. À la suite de sa condamnation d'octobre 2022, Clearview ne règle pas l'amende et ne cesse pas ses pratiques ; aussi la CNIL lui demande-t-elle en mai 2023 de payer 5,2 millions d'euros d'astreinte, comme prévu par le dernier jugement.
En mars 2022, le Garant de protection des données personnelles (it), l'autorité de protection des données personnelles en Italie, inflige une amende de 20 millions d'euros à Clearview AI pour avoir illégalement collecté et traité les données des personnes se trouvant sur le territoire italien ; lui enjoignant de cesser ses activités en Italie et de supprimer toutes les données collectées sur le sol italien de sa base de données,.
En mai 2022, Clearview AI renonce à commercialiser son logiciel et sa base de données biométriques à des entreprises privées aux États-Unis à la suite d'une condamnation dans l'État de l'Illinois, les juges ayant établi que la société ne respectait pas le Biometric Information Privacy Act (en) en vigueur dans cet État,. Engagé par l'Union américaine pour les libertés civiles en 2020, le procès a également acté que la police de l'Illinois ne pourra plus utiliser les services de Clearview AI pendant cinq ans (les services fédéraux ne sont pas soumis à cette restriction).
En juillet 2022, Clearview AI fait l'objet d'une nouvelle amende de 20 millions d'euros, infligée cette fois par l'autorité de protection des données grecques à la suite d'une plainte déposée par l'association Homo Digitalis. Il s'agit de la plus lourde amende jamais imposée par cette autorité, et Clearview AI est de surcroit interdite de traiter des données sur le territoire grec à l'avenir.
En juin 2024, aux États-Unis, l'entreprise se voit proposer un accord à l'amiable dans le cadre d'une action collective, les avocats des plaignants proposant de donner 23% des parts de l'entreprise aux victimes au lieu de payer une somme forfaitaire pour un accord de désistement.
En septembre 2024, l'Autoriteit Persoonsgegevens (nl), l'autorité de protection des données privées néerlandaise, inflige à l'entreprise une amende de 30,5 millions d'euros. Il lui est reproché d’avoir créé un répertoire illégal de milliards de photos. Des photos de citoyens néerlandais se trouvent dans cette base de données,.